# هری واینر
هری واینر (انگلیسی: Harry Winer، زاده ۴ مارس ۱۹۴۷) کارگردان، تهیه‌کننده و نویسنده اهل ایالات متحده آمریکا است. وی کارگردان فیلم‌هایی همچون آلیاس و حبس خانگی است.